# Balsamocitrus
Balsomocitrus é um género botânico pertencente à família Rutaceae.